# مارکوس کاموزاتا
مارکوس کاموزاتا (به پرتغالی: Marcos Camozzato) مدافع اهل برزیل است که در شهر پورتو الگره و در تاریخ ۱۷ ژوئن ۱۹۸۳ به دنیا آمده‌است.
مارکوس کاموزاتا در تیم‌های فوتبال باشگاه ورزشی اینترناسیونال سابقهٔ حضور دارد.